# Nationaal Park Hoge Kempen

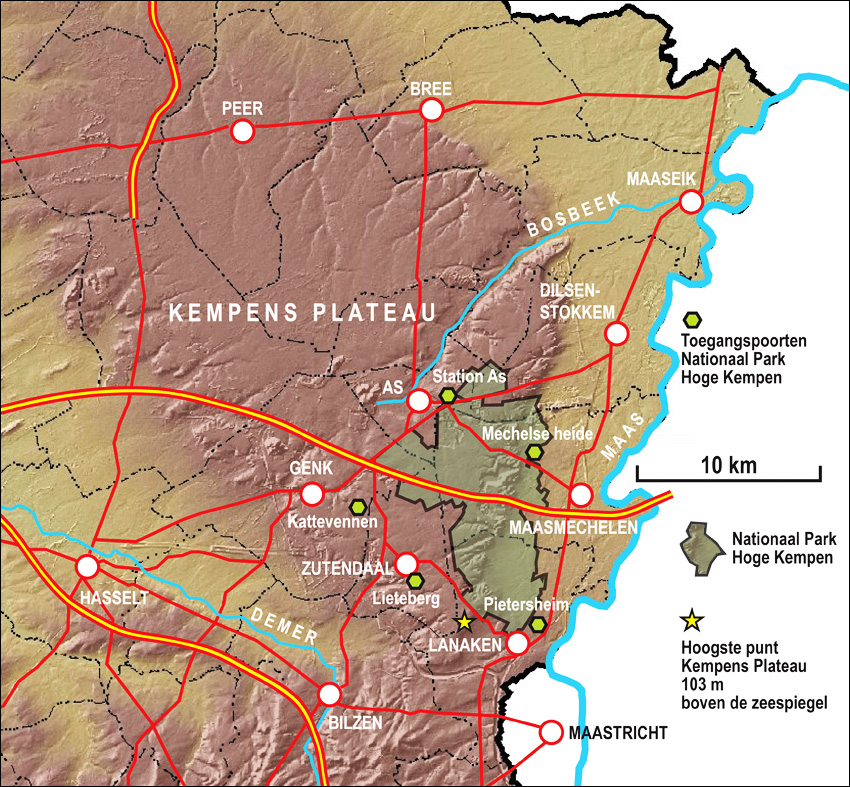
Het Nationaal Park Hoge Kempen in 2010, gesitueerd op het Kempens Plateau

Het Nationaal Park Hoge Kempen is het eerste nationaal park in het Vlaams Gewest, voorbereid en geïmplementeerd door het Regionaal Landschap Kempen en Maasland op vraag van de Vlaamse regering.

## Ligging
Het park ligt in de provincie Limburg op het grondgebied van tien gemeenten: As, Bilzen, Bree, Dilsen-Stokkem, Genk, Lanaken, Maaseik, Maasmechelen, Oudsbergen en Zutendaal.
De Hoge Kempen, of het Kempens Plateau, is eigenlijk een grote puinkegel gevormd door keien en stenen uit de Ardennen, die tijdens de IJstijd door de Maas zijn afgezet in het zuidoosten van de Limburgse Kempen, later door zeewinden bedekt met zand. Daarna ontstond een nieuwe, relatief diep uitgesleten vallei waar de Grensmaas zich een weg zocht door haar eigen puin. De overgang naar het Kempens Plateau, westelijk van de Maasvallei, is erg steil en vormt een trap van gemiddeld 45 meter. Deze steilrand loopt van Opoeteren bij Maaseik in het noorden tot Gellik bij Lanaken in het zuiden. Hij vormt een ononderbroken lijn van ruim 20 kilometer lang, een van de spectaculairste geologische fenomenen in het eerder nogal vlakke Vlaanderen. Ongeveer de helft van deze steilrand bevindt zich in het Nationaal Park. De hoogte van het park varieert tussen 45 en 155 m boven de zeespiegel, met de noordelijke terril van Waterschei, steenberg opgebouwd met afval van de steenkoolproductie, als het hoogste punt.
IJsschotszwerfstenen zijn op vele plaatsen te zien in het Nationaal Park Hoge Kempen.

### Natuurgebieden
Het nationaal park omvat verschillende beschermde natuurgebieden:
- Bergerven
- De Hoefaert
- Donderslagse Heide
- Duinengordel
- Grote Heide
- Gruitroderbos
- Gruitroderheide
- Heiderbos
- Kattevennen
- Klaverberg
- Mechelse Bos
- Mechelse Heide
- Mechelse Heide Noord
- Molenberg
- Munsterbos
- Neerharerheide
- Oeleinderheide
- Opglabbekerzavel
- Platte Lindenberg
- Pietersembos
- Solterheide
- Vallei van de Kikbeekbron
- Vallei van de Ziepbeek
- Ven onder de Berg

### Natura 2000-gebieden
Het park omvat tevens vijf Natura 2000-gebieden:
- Bosbeekvallei en aangrenzende bos- en heidegebieden te As-Opglabbeek-Maaseik
- Mangelbeek en heide- en vengebieden tussen Houthalen en Gruitrode
- Mechelse heide en vallei van de Ziepbeek
- Noordoost-Limburg
- Overgang Kempen-Haspengouw

### Geologisch monument
- Geologische wand te As, die ons 740 000 jaar terugvoert in de tijd

## Geschiedenis
Het Nationaal Park Hoge Kempen werd op zondag 26 maart 2006 feestelijk geopend. Dit eerste nationaal park in Vlaanderen kreeg vorm binnen het Regionaal Landschap "Kempen en Maasland" (RLKM), in 1990 opgericht in het kader van een offensief natuurbeleid. Het was een van de initiatieven om na de mijnsluitingen in Limburg werk te creëren via het heroriënteren van de economische ontwikkeling in onder meer toeristische richting.
Het oorspronkelijke Nationaal Park Hoge Kempen was ongeveer 6700 hectare groot, gelegen in de gemeenten Dilsen-Stokkem, Maasmechelen, Lanaken, As, Genk en Zutendaal. 3741 hectare van dit gebied zijn Europees beschermd als Natura 2000-gebied (habitatrichtlijngebied BE2200035 en overlappend vogelrichtlijngebied BE2200727 'Mechelse heide en vallei van de Ziepbeek').
In 2018 breidde het park met tien vierkante kilometer uit door toevoeging van de Klaverberg en de aangrenzende terril van de in 1987 gesloten steenkoolmijn van Waterschei, het Heiderbos, de Moorsberg en Opglabbekerzavel in Genk en As.
In 2020 verdubbelde het Nationaal Park in omvang tot 12 742 hectare, door toevoeging van de natuurgebieden Duinengordel, Bergerven en het Natura 2000-gebied Munsterbos, respectievelijk op het grondgebied van de gemeenten Maaseik, Bree, Oudsbergen en Bilzen en enkele percelen grenzend aan het oorspronkelijke gebied.
Verwacht wordt dat op termijn ook de Vallei van de Bosbeek, deel van het Natura 2000-gebied 'Bosbeekvallei en aangrenzende bos- en heidegebieden te As-Opglabbeek-Maaseik' (BE2200043), met het brongebied in As en Waterschei en de monding in de Maas bij Maaseik, geïntegreerd zal worden in het Nationaal Park.

## Biotopen
De meest voorkomende biotopen zijn naaldbossen en heide. Daarnaast zijn er loofbossen, landduinen, vennen, beken, droogdalen, vijvers, grindplassen en mijnsteenbergen (terrils). Er leven een groot aantal planten- en diersoorten. Enkele typische en/of zeldzame soorten: jeneverbes, gaspeldoorn, rode dopheide, gagel, moeraswolfsklauw, beenbreek, libellen, heideblauwtje, koninginnenpage, veldparelmoervlinder, heikikker, rugstreeppad, gladde slang, levendbarende hagedis, beekprik, zwarte specht, nachtzwaluw, ree.

## Visie en werkwijze
De grote uitdaging bij het creëren van dit nationaal park is de ontsnippering van het gebied, wat de levensvatbaarheid van flora en de fauna ten goede zal komen. Het Kikbeek-ecoduct over de autosnelweg E314 in Opgrimbie bij Maasmechelen en het eco-velo-duct over dezelfde snelweg in Zutendaal waren de eerste verwezenlijkingen om dit doel te bereiken. Daarna werd de uit de jaren 60 daterende Toeristische Weg (Weg naar Heiwijck), die door de Mechelse Heide was aangelegd, afgesloten voor doorgaand autoverkeer. Deze 4 km lange weg wordt op termijn een vrijliggend fietspad, onderdeel van het Limburgse fietsroutenetwerk. Ook zal er ten westen van de Kikbeek-ecoduct een "ecovallei" worden gemaakt, waar er dus een viaduct komt voor de E314.
Een andere actie in het nationaal park is het herstel van de bron van de Kikbeek bij Opgrimbie. Nadat de witzand-exploitatie in het brongebied van deze beek stopte, werd het gebied opnieuw ingericht en kreeg de beek een nieuwe bovenloop, met daarbij een regelbare stuw voor onder meer het herstel van het grondwaterpeil in de ruime omgeving. Door de jarenlange exploitatie en de kratervorming was dat peil aanzienlijk gedaald.
Ook bevinden er zich een aantal enclaves binnen de grenzen van het park, zoals enkele permanent bewoonde en zonevreemde gebouwen, grind- en zandwinningsgroeven en een industrieterrein. Het plan is dat geleidelijk alle gronden door de Vlaamse overheid opgekocht en geïntegreerd worden in het nationaal park. In 2005 was 85% van het hele gebied eigendom van de overheid.

## Toerisme
De hoofdfunctie van het nationaal park is natuurbehoud, maar recreatief medegebruik (wandelen, fietsen, mountainbiken, bosspelen, paardrijden, natuurbeleving, natuuronderzoek, ...) is mogelijk, als dit gebeurt zonder schade te berokkenen aan natuur en landschap. Het Nationaal Park Hoge Kempen wordt als één geheel gepresenteerd naar het brede publiek. In elke gemeente wordt een toegangspoort uitgebouwd die een aspect van het nationaal park toelicht.
- Terhills: De toegangspoort op de grens tussen de gemeenten Maasmechelen en Dilsen-Stokkem fungeert als hoofdpoort van nationaal park. Heette tot januari 2021 Connecterra.[4]
- Kattevennen: De toegangspoort in Genk heeft als thema de macrokosmos en is ingericht bij het recreatiedomein Kattevennen naast de Cosmodrome met onder meer een volkssterrenwacht.
- Mechelse Heide: De toegangspoort in Maasmechelen heeft als thema wandelen en is ingericht bij het natuurgebied Mechelse Heide. De topattractie van deze toegangspoort is de uitgestrekte paarse heide.
- Pietersheim: De toegangspoort in Lanaken heeft als thema de geschiedenis en bevindt zich in het kasteel Pietersheim dat bestaat uit een romaanse burchtruïne bij het Pietersembos.
- De Lieteberg: De toegangspoort in Zutendaal heeft als thema de insectenwereld. Het bezoekerscentrum is gelegen in een oude grindgroeve waar ooit een bevruchtingsstation voor bijen lag.
- Station As: De toegangspoort in As heeft als thema het industriële verleden van de streek. De uitkijktoren bij het voormalige station van As lijkt op een boortoren waarmee een eeuw geleden naar steenkool werd geboord.

Na de uitbreiding van 2020 komen er drie extra toegangspoorten:
- Commanderij van Gruitrode
- 't Eilandje in Neeroeteren
- Thorpark in Genk

Molenberg werd in 2007 aangekocht door de Vlaamse overheid.
Een netwerk van 200 km wandelpaden bestaat binnen het nationaal park. Er werden veertig lusvormige wandelingen uitgewerkt met een lengte tussen 3 en 14 km. De start van deze wandellussen bevindt zich aan een van de zes toegangspoorten. De fietspaden in het nationaal park maken deel uit van het knooppuntennetwerk van het fietsroutenetwerk van het Regionaal Landschap Kempen en Maasland. Verder bestaat er binnen het nationaal park een netwerk van 140 km meestal onverharde ruiter- en menpaden dat aansluit op het ruiter- en menroute Limburgse Kempen. Deze zijn georganiseerd via een knooppuntensysteem gelijkend op het fietsknooppuntennetwerk.
Sinds juni 2022 bestaat er ook een lange-afstandswandeling doorheen het Nationaal Park: de National Park Trail. Deze is een sterke wijziging van de voormalige lange-afstandswandeling. De wandeling is 110 km lang en is bewegwijzerd met plaatjes met een bruine wolfspoot. De wandeling bestaat uit 5 etappes, die elk starten vanaf volgende toegangspoorten: Kattevennen, Pietersheim, Terhills, Duinengordel en Thorpark. Het is een van de weinige wandelingen in Vlaanderen waar je gedurende meer dan 100 km weinig bebouwing en verkeer ziet. De wandeling werd ingehuldigd op het Hiking Festival van 3 tot 6 juni 2022. Tijdens dat pinksterweekend wandelden 400 deelnemers de route op 4 dagen.
Met Europese steun zijn "Rangers" opgeleid die de verschillende soorten bezoekers en recreanten kunnen laten kennismaken met het Nationaal Park in de Hoge Kempen.

## Ecologie en economie
De Nederlandse sociaal geograaf Tom Bade becijferde in zijn publicatie "Hoge Kempen, hoge baten" het economisch rendement van het nationale park. Het park schiep 5100 arbeidsplaatsen in de zes gemeenten waar ook de "poorten" gevestigd zijn. Het betreft personeel in verzorgingsinstellingen, landbouw en horeca. De jaarlijkse omzet bedraagt 191 miljoen euro, goed voor 13 miljoen aan belastingsinkomsten. Daarbij werden de 40 miljoen euro, geïnvesteerd in de voorbije tien jaar door de overheid, in drie jaar tijd terugverdiend. Het park telde in 2013 een miljoen bezoekers en draagt bij aan het behoud van de biodiversiteit en het welzijn en de gezondheid van de omwonenden.

## Erkenning

### Park
In april 2008 mocht projectleider Ignace Schops in San Francisco de Goldman Environmental Prize (de "groene Nobelprijs") in ontvangst nemen. Schops en zijn RLKM-projectgroep kregen deze prestigieuze prijs voor de originele manier waarop zij, in een relatief dichtbevolkt gebied, een grote oppervlakte waardevolle natuur wisten te beschermen. Het is een erkenning voor het concept dat natuur, landbouw, economie en toerisme wil integreren. Op 7 mei 2008 werd hij hiervoor gehuldigd in het Europees Parlement, ook als een voorbeeldproject waar publieke overheid en privé-initiatief samenwerken.
Op 13 oktober 2023 werd het park door de Vlaamse Regering formeel erkend als nationaal park, als onderdeel van de aanwijzing van in totaal vier Nationale Parken en vijf Landschapsparken.

### UNESCO-Werelderfgoed
Nadat in 2012 negen betrokken gemeentebesturen, de provincie Limburg en de Vlaamse overheid daartoe een intentieverklaring tekenden, diende het Nationaal Park in 2018 namens de Vlaamse Overheid een aanvraag tot erkenning als Werelderfgoed in bij UNESCO. In de aanduiding komen het transitiekarakter en de culturele dimensie van het park en het omliggende gebied nadrukkelijk naar voren: Hoge Kempen Ruraal-Industrieel Transitie Landschap. De gevraagde erkenning betreft dus een groter gebied dan het park zelf en omvat ook het natuurgebied de Duinengordel (sinds 2020 behoort dit gebied wel tot het nationaal park), aangrenzende bijzondere groene stadswijken, tuinwijken, en enkele voormalige steenkoolmijnen en daarmee verbonden erfgoed (Winterslag, Waterschei, Zwartberg en Eisden).
De Commissie voor het Werelderfgoed zal op een van zijn volgende jaarlijkse zittingen de kandidatuur evalueren. Het dossier werd echter een jaar later ingetrokken omwille van de kritiek die er vanuit UNESCO op het voorstel kwam. De Vlaamse regering zal het voorstel herwerken. Ondanks deze tegenslag werd in het Masterplan 20-40 de ambitie om erkend te worden tot Werelderfgoed herhaald.

## Galerij

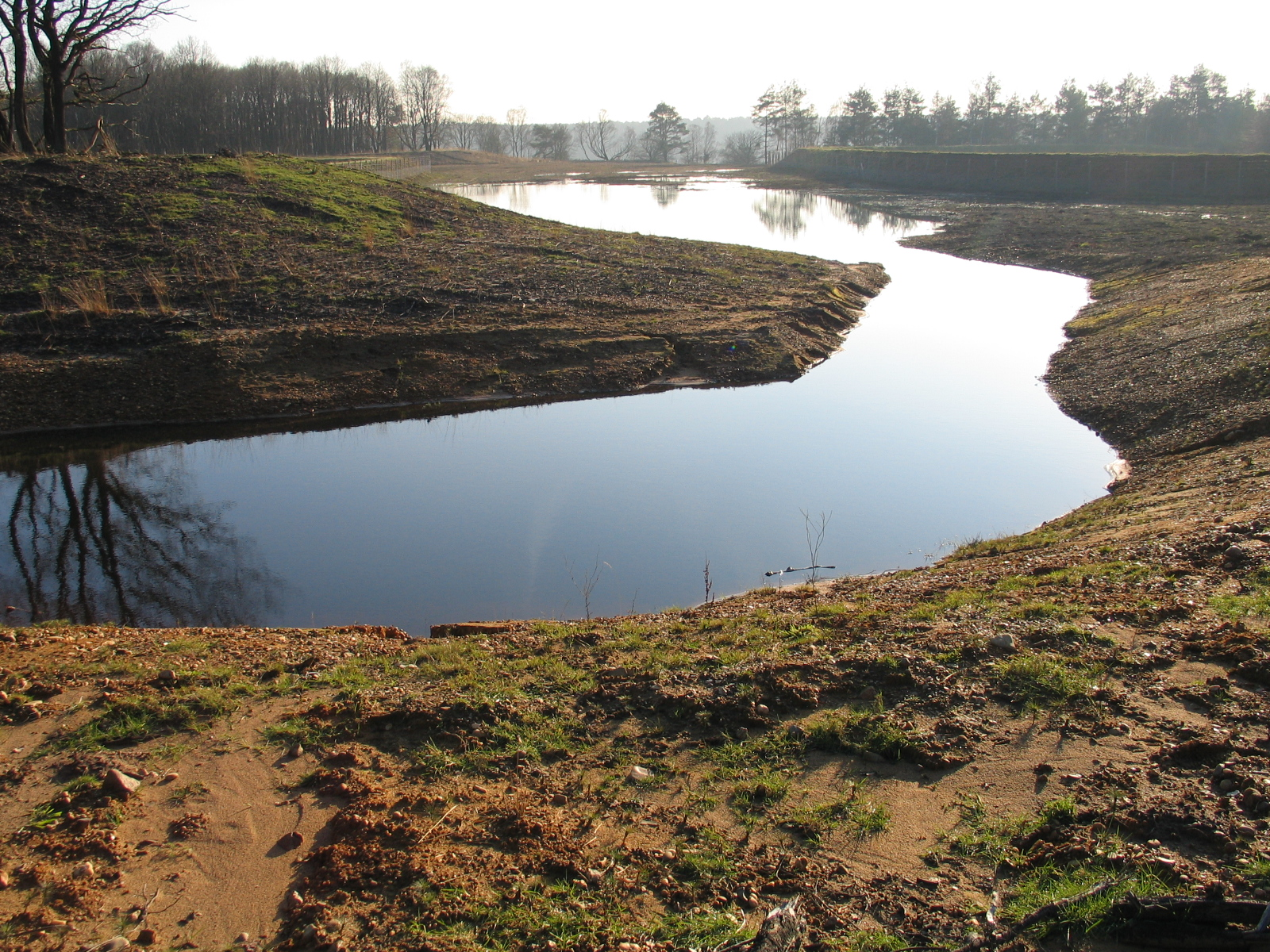
Nationaal Park Hoge Kempen: Boven op het Kikbeek-Ecoduct
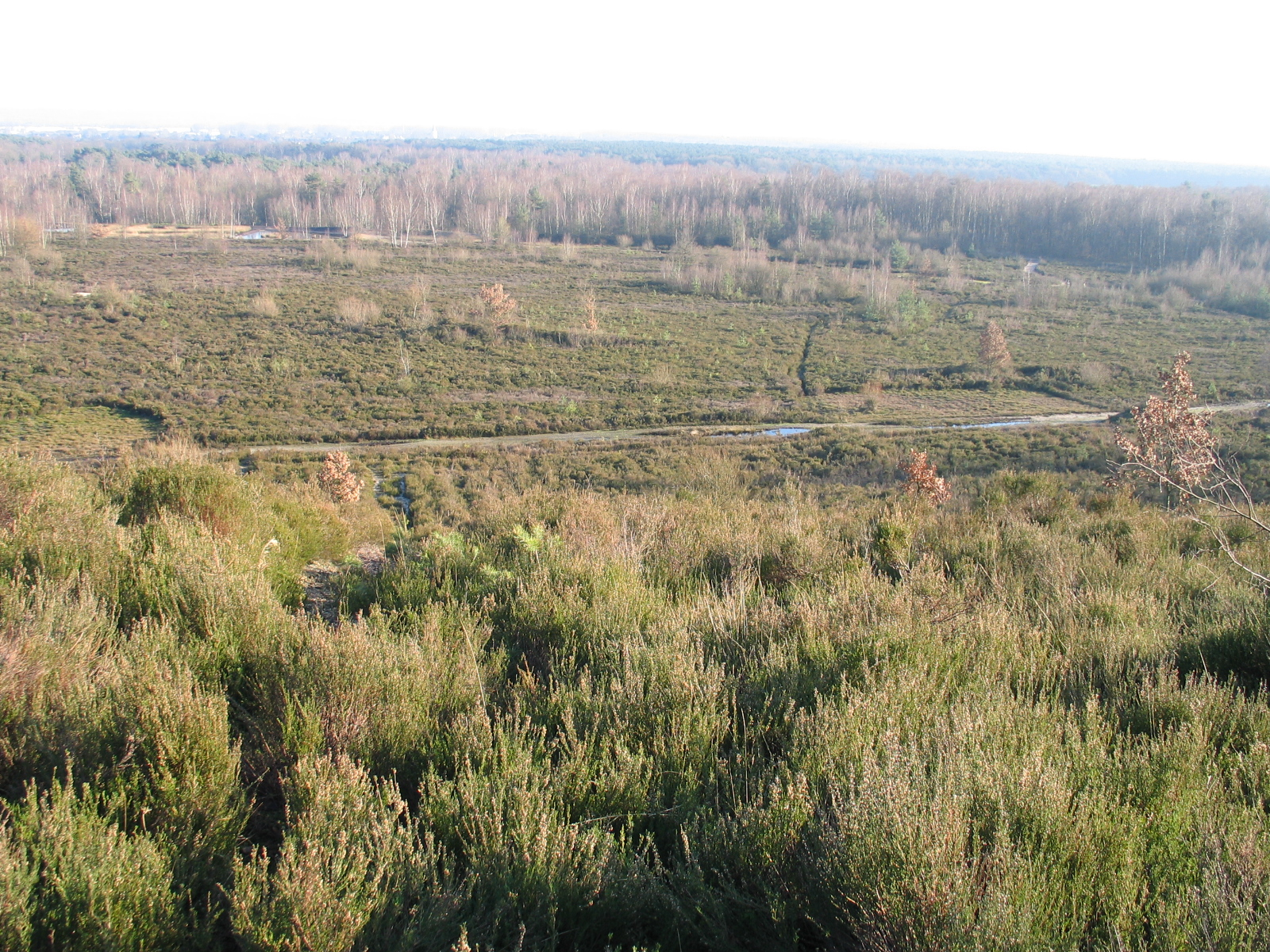
Nationaal Park Hoge Kempen: Gezicht vanop de steilrand
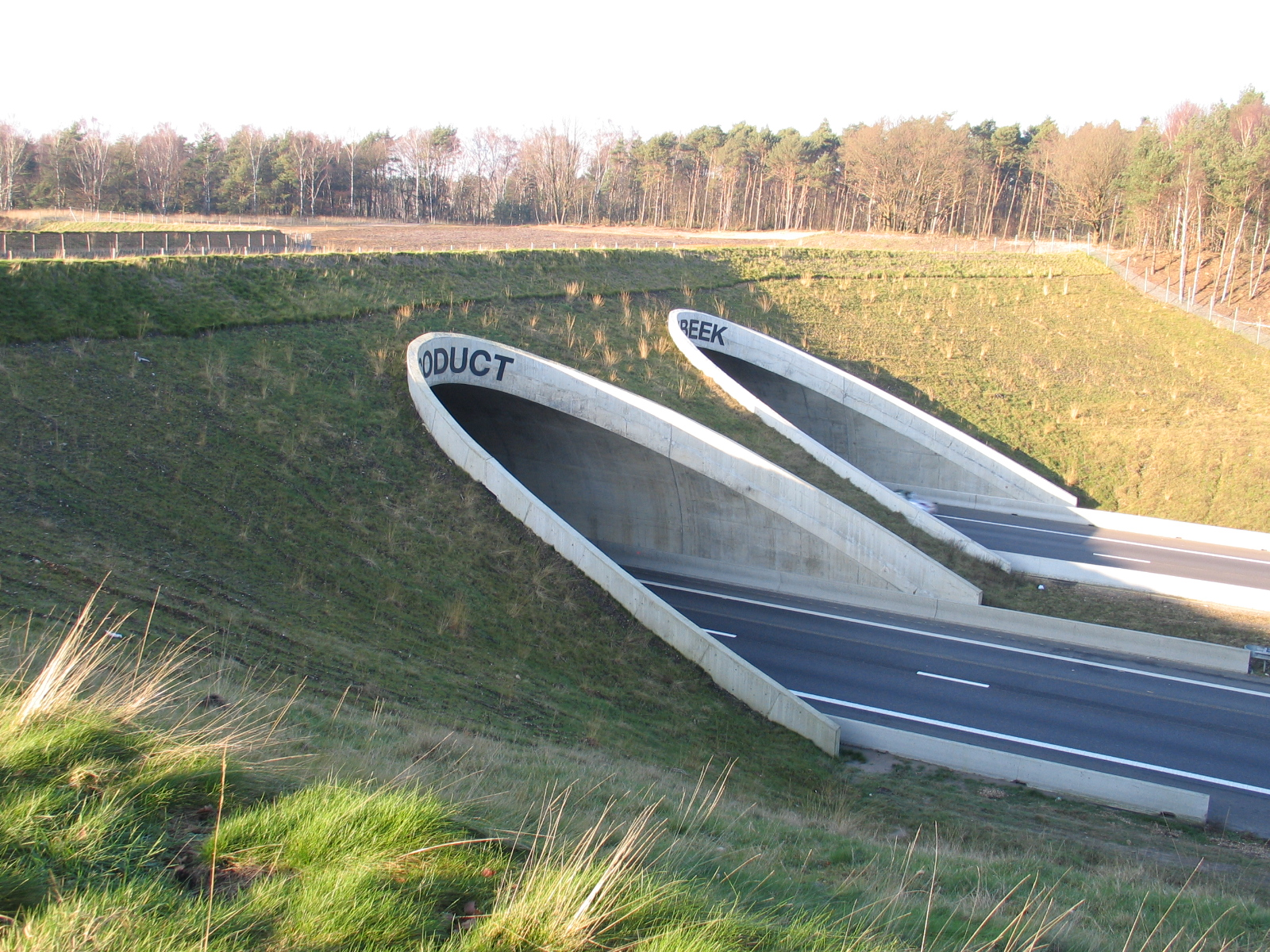
Nationaal Park Hoge Kempen: Kikbeek-Ecoduct over de snelweg E314 in Maasmechelen
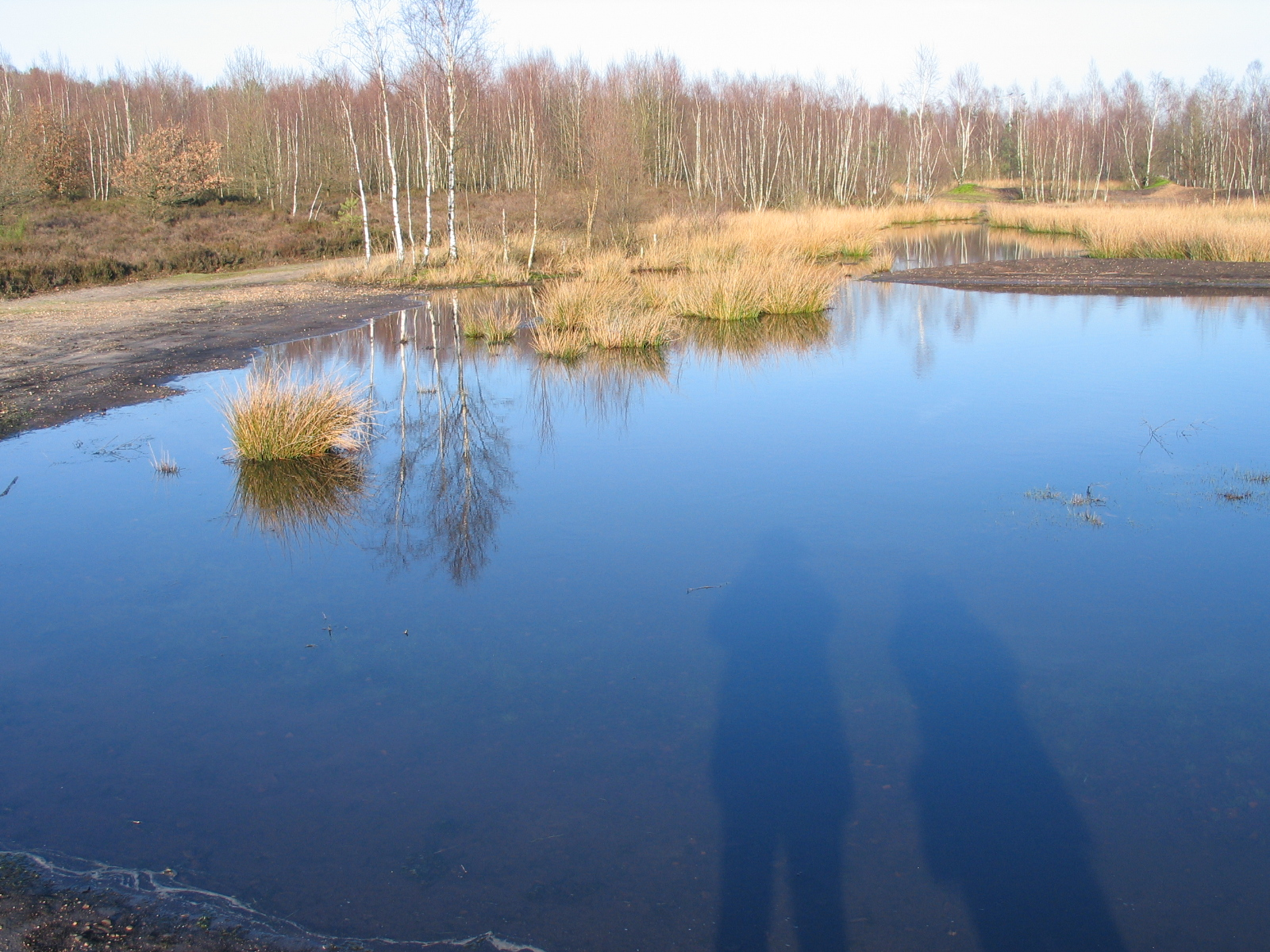
Nationaal Park Hoge Kempen: Aan een waterplas
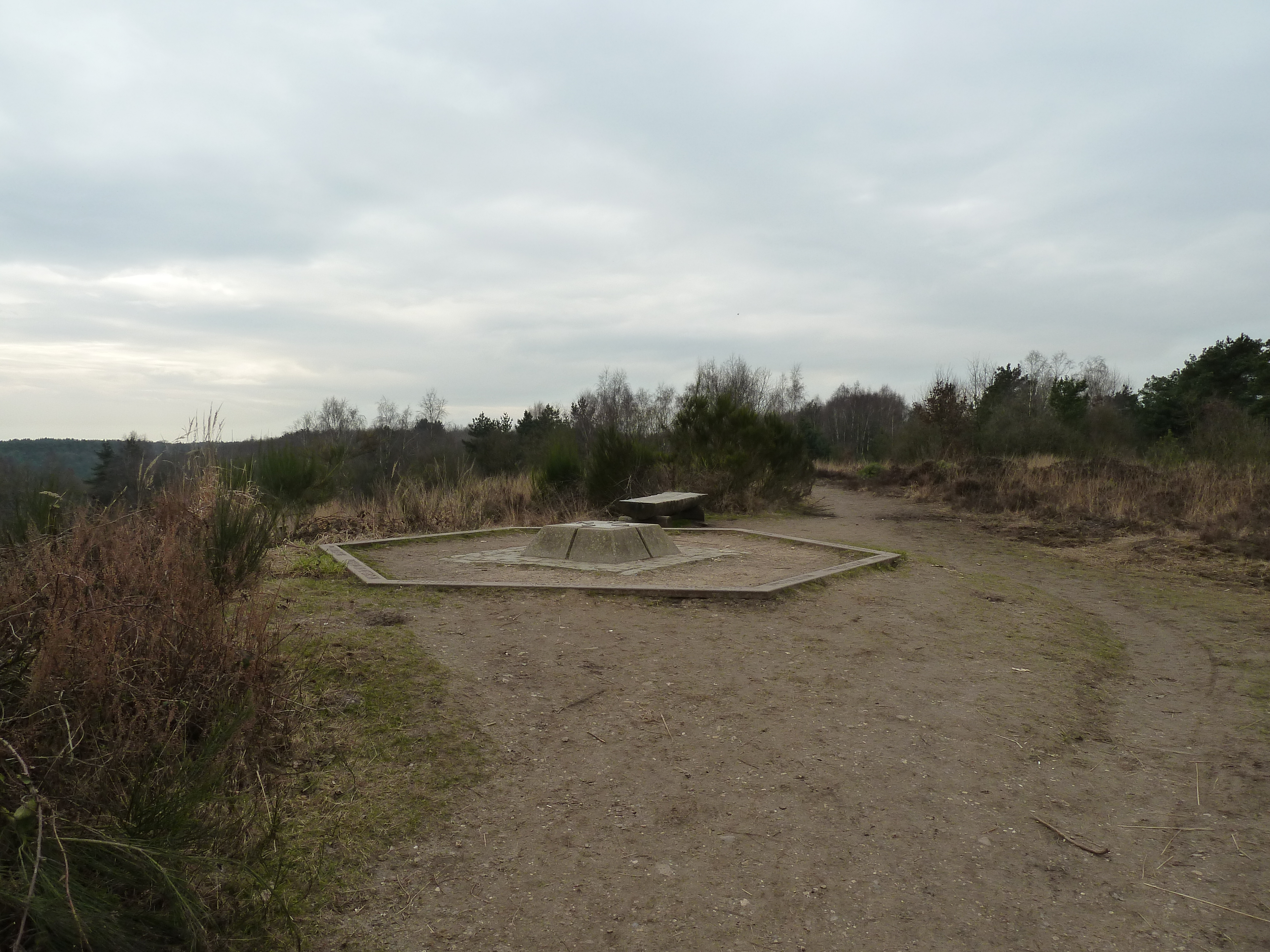
Mechelse Heide met heuveltop
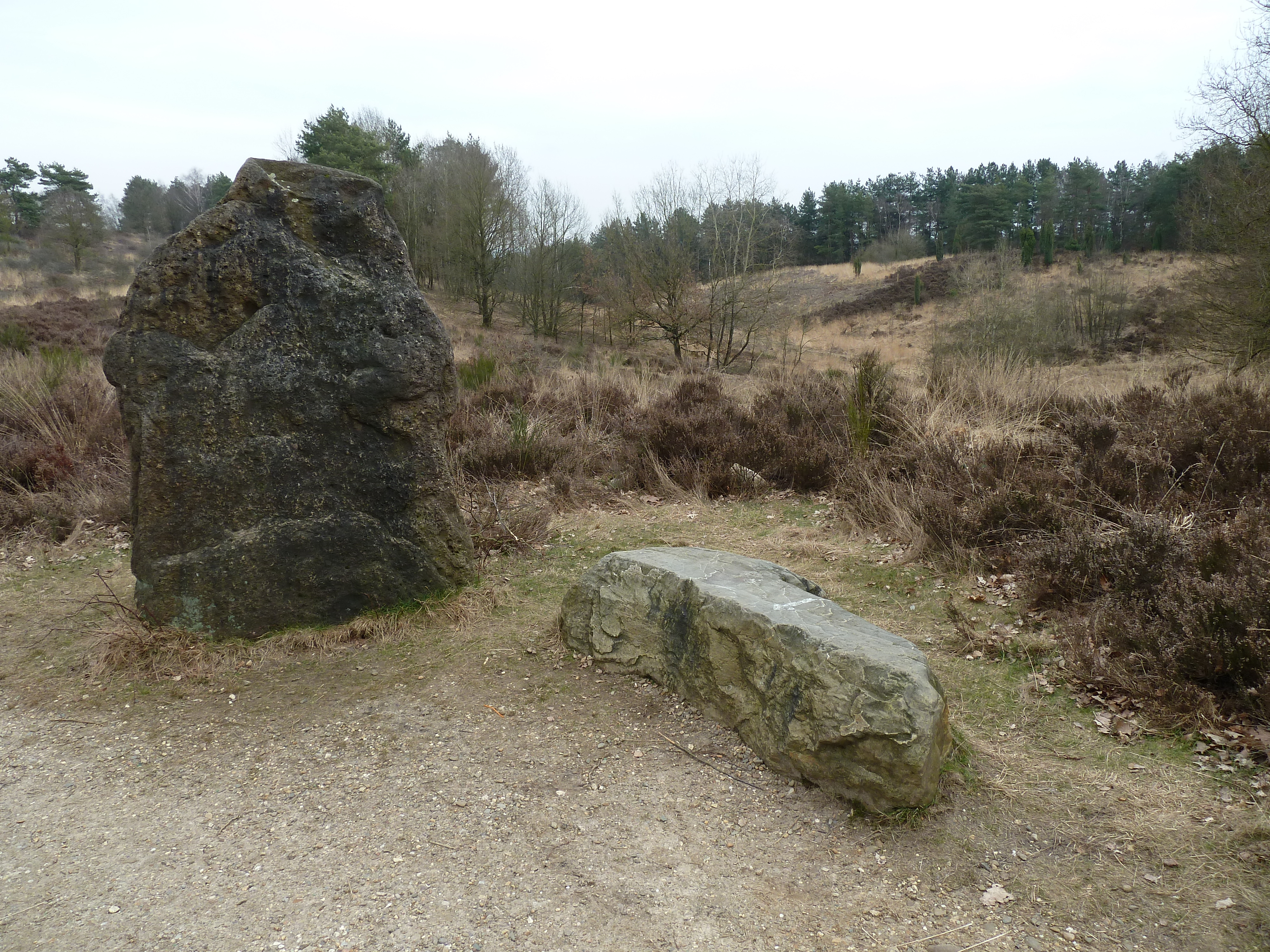
Menhir op de Mechelse Heide
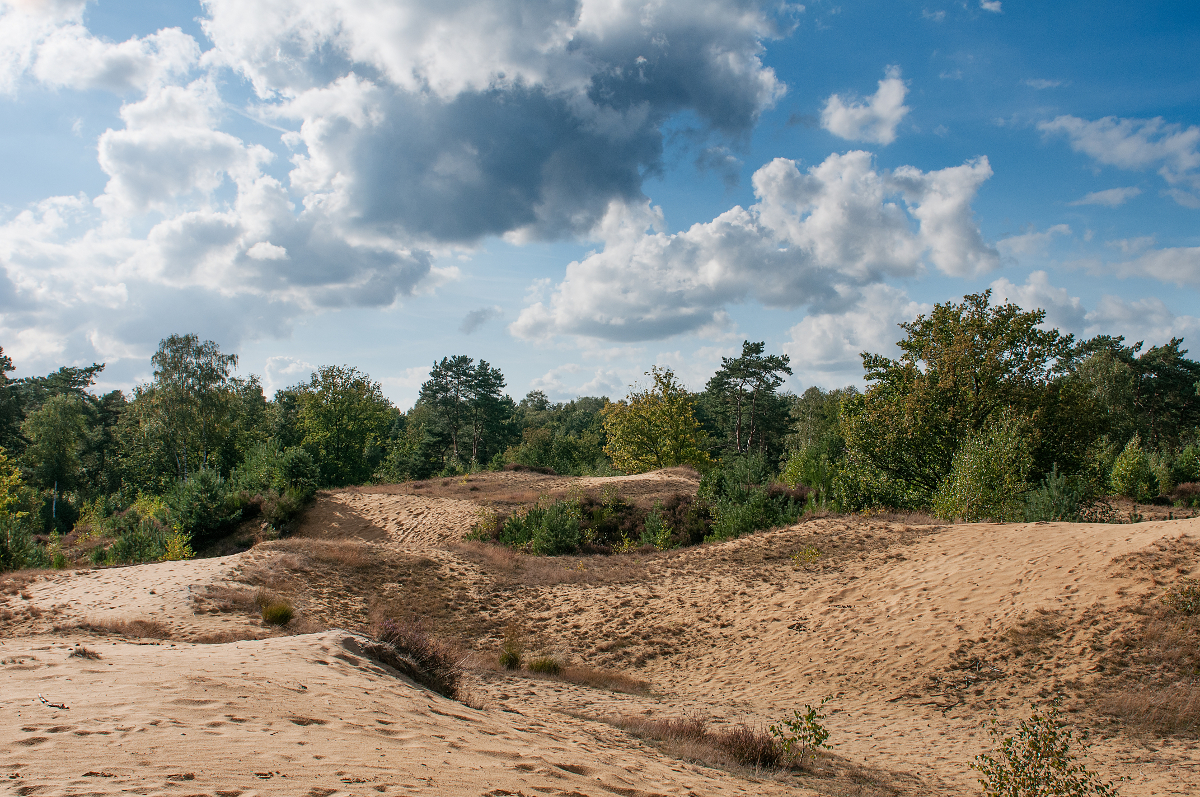
Oudsberg in de Duinengordel, sinds 2020 onderdeel van het park
Vijvers van Munsterbos
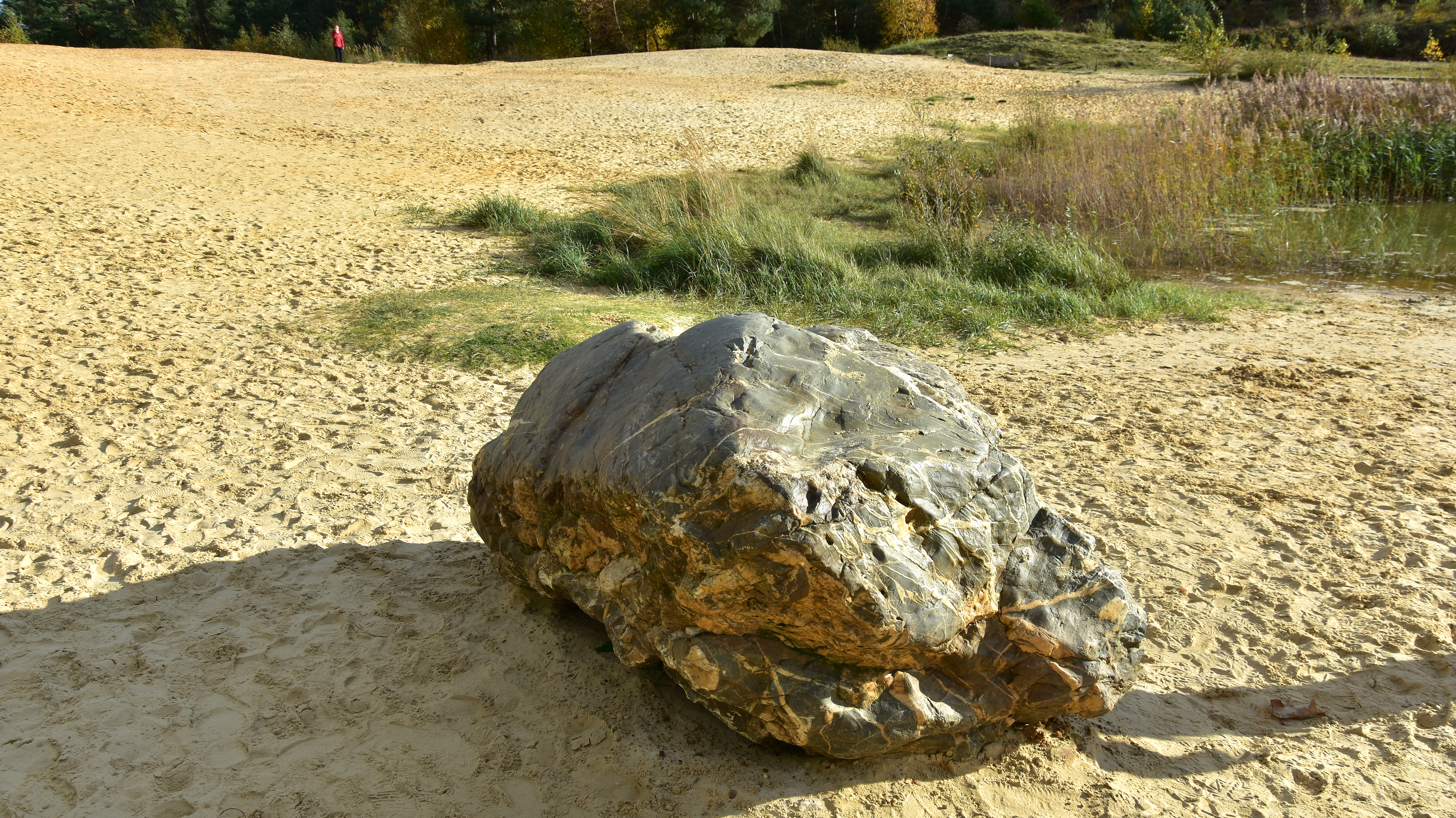
Een ijsschotszwerfsteen op de Mechelse Heide